# Battaglia di Kalimanci
La battaglia di Kalimanci (in bulgaro Битка при Калиманци?, in serbo Битка код Калиманаца?) è stata una battaglia combattuta tra il Regno di Serbia e il Regno di Bulgaria durante la seconda guerra balcanica. La battaglia iniziò il 18 e terminò il 19 luglio 1913. L'esercito bulgaro impedì all'esercito serbo di essere respinto al di fuori della Macedonia e di unirsi all'esercito greco a valle del fiume Struma. La battaglia si concluse con un'importante vittoria difensiva bulgara.

## Sfondo
Alla battaglia di Bregalnica, combattuta il 30 giugno - 8 luglio 1913, l'esercito bulgaro venne definitivamente sconfitto dall'esercito serbo.

## Battaglia
Il 13 luglio 1913, il generale Mihail Savov assunse il controllo del 4° e 5° esercito bulgaro. I bulgari si trincerarono in seguiti in forti posizioni difensive intorno al villaggio di Kalimanci, vicino al fiume Bregalnica nella parte nord-orientale della Macedonia.
Il 18 luglio, la 3ª armata serba attaccò, avvicinandosi alle posizioni bulgare. I serbi lanciarono bombe a mano contro i loro nemici nel tentativo di scacciare i bulgari che si trovavano al riparo a 40 piedi di distanza. I bulgari resistettero e in più occasioni permisero ai serbi di avanzare. Quando i serbi furono a meno di 200 metri dalle loro trincee, caricarono con baionette fisse e le gettarono indietro. Anche l'artiglieria bulgara ebbe molto successo nel sedare gli attacchi serbi. Le linee bulgare ressero, l'invasione della loro patria fu respinta e il loro morale crebbe notevolmente.
Se i serbi avessero sfondato le difese bulgare, avrebbero potuto condannare la 2ª armata bulgara e cacciare completamente i bulgari dalla Macedonia. Questa vittoria difensiva, insieme ai successi della 1ª e 3ª armata nel nord, protesse la Bulgaria occidentale da un'invasione serba. Sebbene questa vittoria abbia dato impulso ai bulgari, la situazione era critica nel sud, con l'esercito greco che sconfisse i bulgari in numerose schermaglie.